# Каппа Кассиопеи
Каппа Кассиопеи (κ Cas, κ Cassiopeiae) — бело-голубой сверхгигант в созвездии Кассиопеи.
Она имеет среднюю звёздную величину в +4,19m, но если бы между Землёй и звездой не было межзвёздной пыли и газа, то она была бы ярче на 2,5m. Звезда очень горяча — 24 000 K и светит в 420 000 раз сильнее Солнца, но значительная часть этой энергии излучается в ультрафиолете.
Каппа Кассиопеи имеет радиус в 40 солнечных и, будь она помещена на место Солнца, её границы протянулись бы на 1/5 орбиты Земли (30 млн км.). В этом случае, для того чтобы выжить, Земля должна была бы находиться на расстоянии 650 а. е., и один год был бы в 2600 раз длиннее.
Каппа Кассиопеи имеет переменность типа Альфа Лебедя, и её видимая величина меняется по непредсказуемому закону на 0,1m в результате пульсаций с периодом от нескольких дней до нескольких недель.
С поверхности звезды истекает мощнейший звёздный ветер: имея скорость 1000 км/с, он уносит вещество с темпом 1/2 000 000 солнечной массы в год — в 10 млн раз больше, чем солнечный ветер. Родившись примерно 5 млн лет назад, Каппа Кассиопеи имеет массу, приблизительно равную 40 солнечных. Водород в её ядре, скорее всего, уже выгорел, и теперь из гелия синтезируется углерод. Через очень небольшое время (по астрономическим меркам) звезда взорвётся как сверхновая, а её массивное ядро, скорее всего, сколлапсирует в чёрную дыру.